# نعناع مستدير الأوراق
نعناع مستدير الأوراق (الاسم العلمي:Mentha rotundifolia) هو نوع هجين من النباتات يتبع جنس النعناع من الفصيلة الشفوية.